# Kriophoros

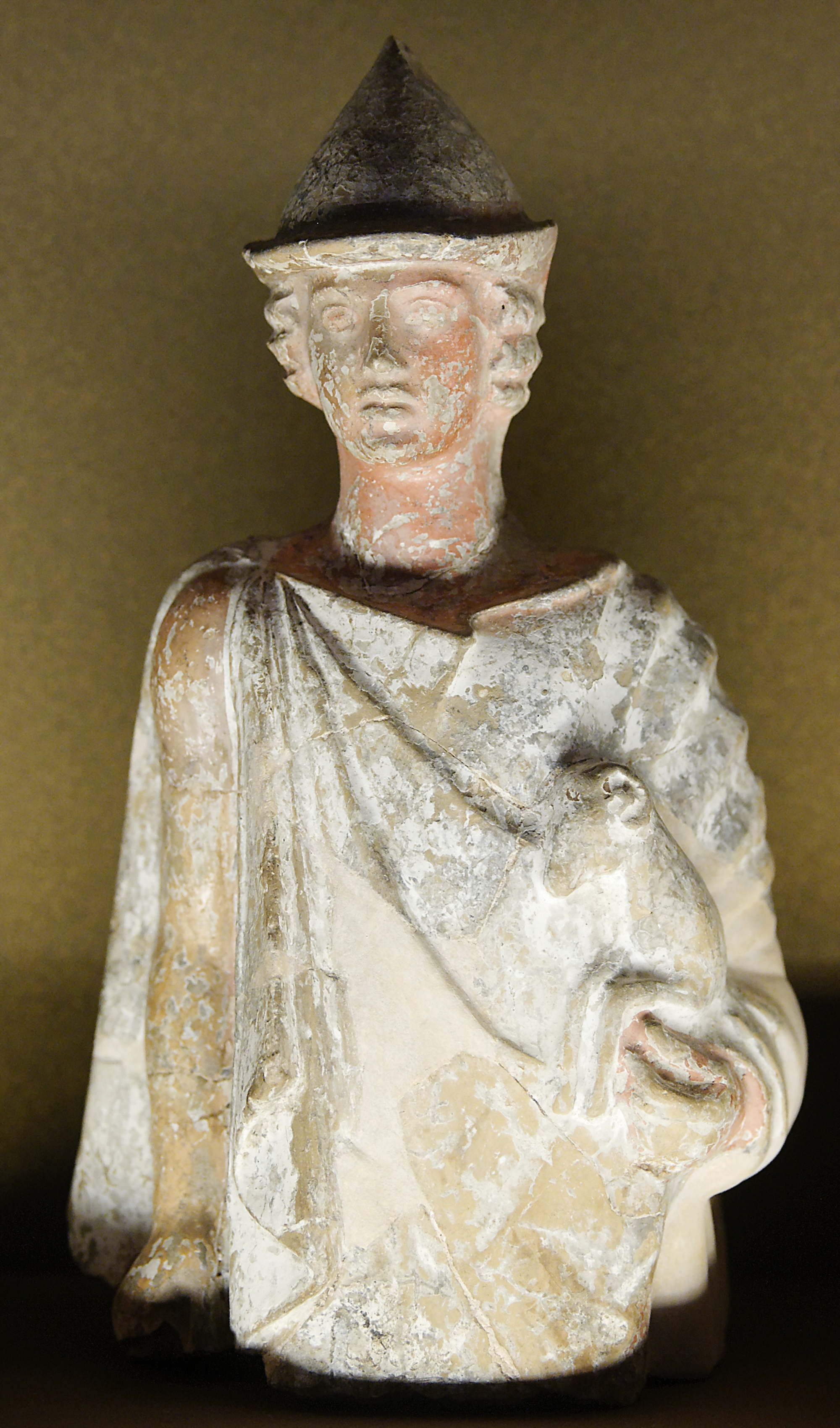
Terracotta dipinta con l’immagine rituale Kriophoros di Tebe in Beozia, ca 450 a.C. (Museo del Louvre).

Nel culto greco antico, il kriophoros (in greco: κριοφόρος, trasl. criophorus, il "portatore di ariete"), adattato in italiano come crioforo, è una figura che commemora il sacrificio solenne di un ariete e poi divenne un epiteto di Hermes: Hermes Kriophoros.

## Mito
Pausania racconta che la città beota di Tanagra fu salvata dal dio Ermete in tempo di peste, perché questi girò il circuito delle mura urbane portando un ariete in spalla.
Il mito potrebbe fornire una spiegazione eziologica di una pratica cultuale attuata per scongiurare il miasma (vale a dire l'inquinamento rituale che aveva portato la malattia) mediante un atto propiziatorio le cui antiche origini erano andate perdute, ma si erano cristallizzate in questo motivo iconico.  I riflessi dell'Ermete Kriophoros perduto di Calamide possono essere rilevabili sulla moneta romana della città.
In Messenia, nel bosco sacro di Karnasus, Pausania notò che erano adorati congiuntamente ‘’ Apollon Karneios’’ ed ‘’Hermes Kriophoros’’, unendo i portatori di arieti (kriophoroi) ai riti di iniziazione maschile.

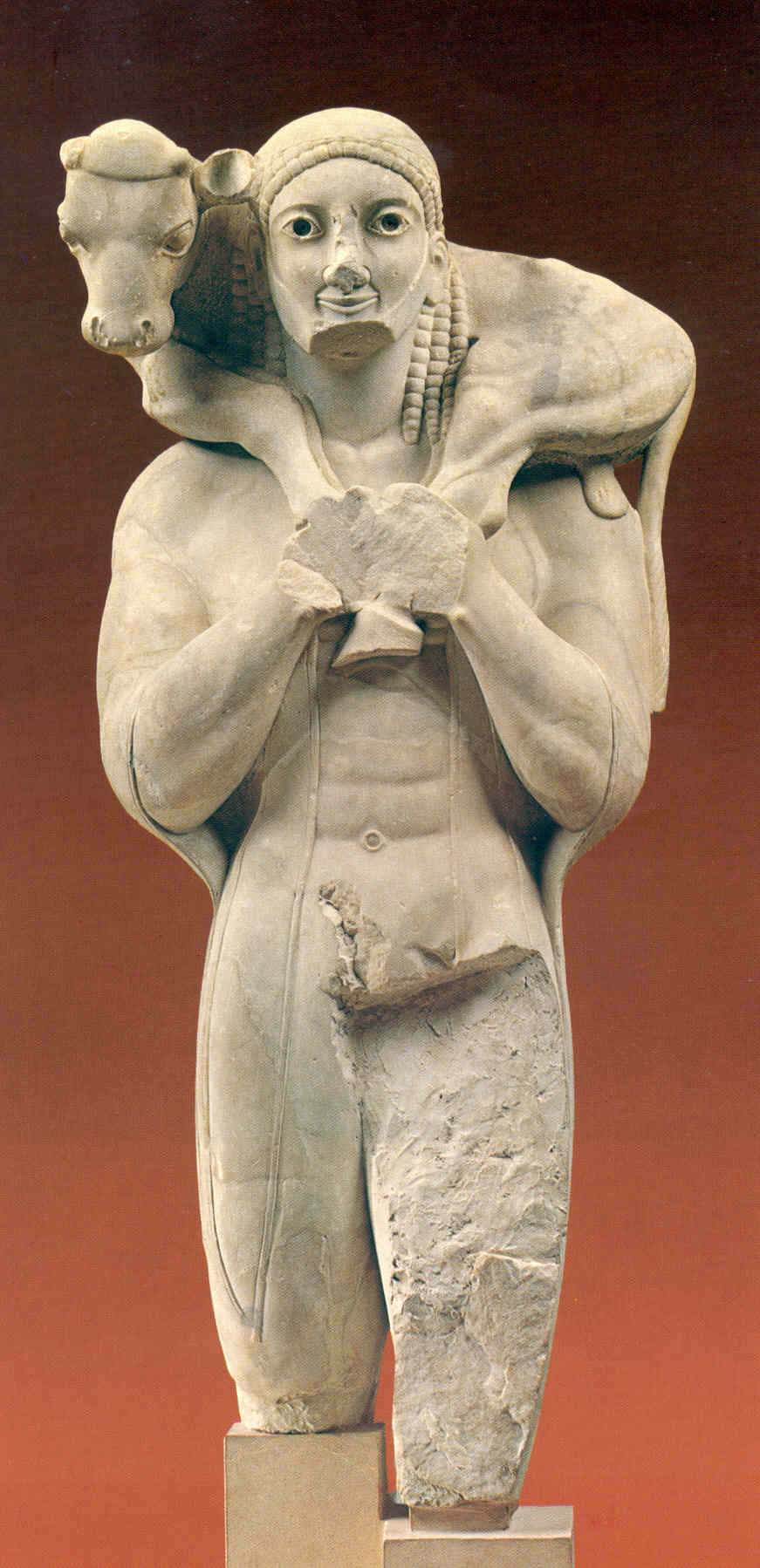
Il moscoforo del’Acropoli di Atene,, ca 570 a.C.,

Una descrizione di Pausania di un Kriophoros dedicato ad Olimpia, dello scultore Onata, è stata paragonata da José Dörig con una statuetta in bronzo sopravvissuta, alta 8.6 cm, nel Cabinet des Médailles di Parigi, come base per ricostruire lo stile severo dello scultore.
Non tutte le sculture dell'antica Grecia che raffigurano persone con un'offerta sacrificale sulle spalle portavano giovani arieti. Ad esempio, il moscoforo di marmo a grandezza naturale ("Il portatore di vitello") del 570 a.C. circa, trovato sull’Acropoli di Atene nel 1864 è inciso con la scritta ‘’rhombos’’, che apparentemente commemora il donatore e la sua offerta sacrificale. Sebbene l'animale fosse un giovane toro, la presa salda sulle zampe anteriori e su quelle posteriori è la stessa di molti kriophoroi. Il moscoforo è la più famosa delle sculture di Kriophoros ed è esposta al Museo dell'Acropoli.
Lewis R. Farnell collocò questo Hermes Kriophoros in primo piano in Arcadia:
(Lewis R. Farnell)
La figura del Kriophoros nei termini un pastore che porta un agnello divenne comune per denotare i mesi o le stagioni, tipicamente marzo o aprile.

## Kriophoroie "Il buon pastore"
Le sculture romane autoportanti del IV secolo d.C., e persino quelle del III secolo, sono talvolta identificate come "Cristo, il Buon Pastore", che illustrano la pericope nel Vangelo di Giovanni e anche l'opera letteraria cristiana del II secolo Il pastore di Erma. Il Buon Pastore è un motivo comune nelle catacombe di Roma (Gardner, 10, fig 54) e nei rilievi dei sarcofagi, dove spesso si combinano simbolismo cristiano e pagano, rendendo difficili identificazione certe. Il tema compare nelle pitture murali del battistero della Chiesa di Dura Europos, antecedente il 256 d.C.
Anche in epoca cristiana, non tutti i Kriophoros rappresentano il Cristo. Nei raffinati mosaici pavimentali di fine IV-inizio V secolo di un colonnato intorno a un cortile nel Palazzo Grande di Costantinopoli comparve un pastore Kriophoros che fuggiva con il suo gregge dall’attacco di un lupo, opera che fu interpretata come una figura puramente pastorale. Malgrado queste eccezioni, "il pastore doveva essere l'immagine più frequente nei luoghi di culto [cristiani] prima di Costantino", come la più comune delle raffigurazioni simboliche di Gesù usate durante la persecuzione dei cristiani nell'Impero romano, quando l'arte paleocristiana era necessariamente furtiva e ambigua. Dal V secolo, le relativamente poche raffigurazioni non lasciano dubbi sull'identità del pastore, come nel Mausoleo di Galla Placidia a Ravenna.